# Oscar Bengtsson
Karl Oscar "Påsket" Vilhelm Bengtsson , född 14 januari 1885 i Göteborg, död 13 oktober 1972 i Göteborg, var en svensk landslagsspelare i fotboll (målvakt) som vann sex SM-guld med Örgryte IS och vaktade det svenska målet i fotbollsturneringen i OS i London 1908. 

## Karriär

### I klubblag
"Påsket" Bengtsson tillhörde under hela sin spelarkarriär Örgryte IS där han sammanlagt vann sex SM-guld, det första 1902 endast 17 år gammal. Tidigt under fotbollskarriären spelade "Påsket" som vänsterinner (anfallare). Men på en utlandsresa med A-laget 1903 fick han på grund av "vissa ändringar i laget" ställa sig i mål. Där kom han sedan att bli bofast under många år. Enda plumpen i protokollet var när han missade SM-finalmatchen 1907 då Axel Sandgren fick vakta målet.
Samhällsdisciplinen var hård förr i tiden. Det fick Bengtsson år 1913 erfara då han blev uppmärksammad för en "incident" i en träningsmatch mot IFK Göteborg. Efter att ha räckt "lång näsa" åt publiken hamnade han i civil domstol där han enligt 11:e kapitlet §15 i strafflagen tilldömdes böter på fem kronor

### I landslag
I Sveriges första tävlingsmatcher inom fotbollen, i OS 1908, vaktade Bengtsson målet i Sveriges båda matcher i turneringen, Dessa slutade dock med förlust; 1–12 mot blivande mästarna Storbritannien och 0–2 mot Nederländerna.
"Påsket" Bengtsson gjorde under åren 1908-13 sammanlagt 9 landskamper.

## Meriter

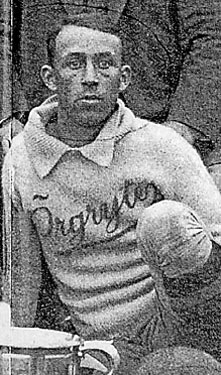
Bengtsson vid en landskamp cirka 1908

### I klubblag
Örgryte IS
- Svensk mästare: 1902, 1904, 1905, 1906, (1907), 1909, 1913

### I landslag
Sverige
- Uttagen till OS: 1908 (spelade i Sveriges båda matcher)
- 9 landskamper, 0 mål

### Individuellt
- Mottagare av Stora grabbars märke, 1928

### Webbkällor
- Lista på landskamper, svenskfotboll.se, läst 2013-01-29
- "Olympic Football Tournament London 1908", fifa.com, läst 2013-01-29